# François Roffiaen
Jean François Xavier Roffiaen (9 de agosto de 1820 em Ypres, Bélgica – 20 de janeiro de 1898 em Ixelles, Bélgica) é um pintor belga especializado na representação de paisagens alpinas.

## Biografia
Em Ypres, os membros da sua família, do lado paterno, são de condição modesta : os homens exercem a profissão de jornaleiros, pedreiro, dono de hospederia ou alabardeiro e as mulheres são costureiras ou  bordadeiras. Jean François, seu pai (1794-1837), é estofador, e sua mãe Victoire Félicité Bocquet (1789-1870) é filha de um comerciante de Aire-sur-la Lys (França).
Casa em primeiras núpcias em Ixelles, a 19 de Novembro de 1847 com Eleonore Bodson (1792-1854) de Dinant e volta a casar em Lovaina a 14 de Outubro de 1858 com Marie-Anne Tilly (182-1893) que lhe da um filho, Hector (1859-1895). Vive en la capital belga desde 1847, cambia várias vezes de domicílio : 30 rue aux Herbes Potagères – Saint-Josse-ten-Noode até 1848, 48 rue Goffart – Ixelles (até 1854), 31 chaussée de Wavre – Ixelles (até 1859) 131 Chaussée de Charleroi – Saint-Gilles (até 1863) e finalmente, 16 rue du Financier pouco depois nomeada rue Godecharle – Ixelles.
François Roffiaen tem apenas três anos quando, por razões pouco claras, vem viver para casa de seu Tio paterno, Joseph-Louis-Augustin, instalado numa livraria rue de l’Ange em Namur, cidade onde passa, como diz o próprio, os melhores anos da sua vida e onde estuda na Escola Secundária e na Academia de pintura (1835-1839) sob a orientação de Ferndinand Marinus (1808-1890); os seus discípulos são Louis Bonet (1822-1894), Jean-Baptiste Kindermans (1821-1876) e Joseph Quinaux (1822-1895).
Continua a sua formação artística na Academia de Bruxelas (1839-1842), nomeadamente com o celebre vedutista François Bossuet (1798-1889) encargado de ensinar perspectiva e que é considerado especialista em paisagens e vistas de cidades. Frequenta depois o atelier bruxelense de Pierre-Louis Kühnen (1812-1877), um pintor de Aachen especializado em paisagem romantica, o que lhe permite receber um subsídio de 600 francos por ano (1842-1845 ou 1846) que as autoridades da cidade de Ypres lhe entregam ; ao mesmo tempo ensina desenho no Colegio municipal de Dinant. Para agradecer a sua cidade natal pelo apoio que lhe tem dado, oferece ao Museu local uma Paisagem com moinho hidráulico (1844), uma Queda da Aar nos altos Alpes (1848) e uma Vista do Grütli  no lago dos Quatro Cantões (1857). Mais tarde doará também um grande Vale de Chamonix ao Museu comunal de Ixelles em cuja comissão administrativa participa aquando da sua criação em 1892.
Estes títulos revelam claramente os temas predilectos do artista : a representação das paisagens alpinas. Bastante impressionado por duas telas enviadas por Alexandre Calame (1810-1864) ao Salão de Bruxelas em 1845, François Roffiaen chega a Genebra no otono do ano seguinte e reside aí durante seis mesesperto deste mestre antes de descobrir por si mesmo a montanha. Depois de mais umas viagens, familiariza-se com as paisagens de Suíça, Austria, Alta Baviera e Alta Saboia (1852, 1855, 1856, 1864, 1868, 1879). Mas o pintor gosta também de representar os sítios pitorescos dos rios Meuse e Ourthe, os lochs de Escócia descobertos em 1862, ou as extensões de urze recorridas  a partir dos últimos dez anos anteriores. Isto tudo faz de François Roffiaen, como de Edmond Tschaggeny (1818-1873) um dos pioneiros da Pintura “Campinoise”, uma escola totalmente esquecida na actualidade.

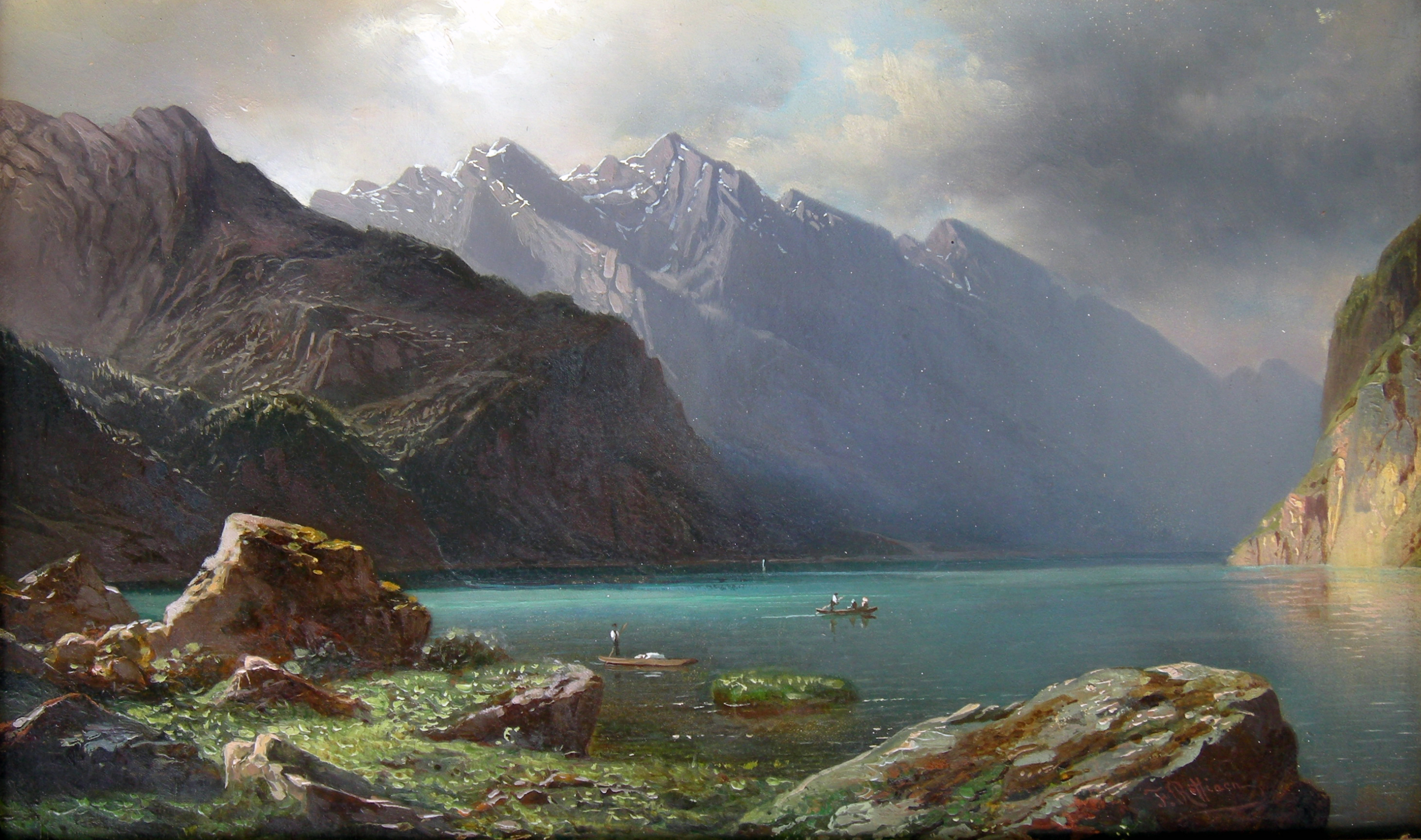
François Roffiaen, Königsee (Alta-Baviera)

Em 1840, Roffiaen escolhe a orientação que se impõe a qualquer artista plástico preocupado na divulgação da sua obra : a participação em grandes exposições colectivas. Assim, os seus quadros vão ficar pendurados nas salas dos Salões trienais de Antuérpia, Bruxelas e Gante durante mais de cinquenta anos. De igual modo expõe em numerosas manifestações artísticas organizadas em Gante, Liège, Lovaina, Malines, Mons, Namur, Spa, Ostende, Termonde, Ypres ou no estrangeiro (Argel, Amesterdão, Barcelona, Caracas, Dublin, Le Havre, Londres, Melbourne, Paris, Reims).
Os anos 1850-1860 são de sucesso notorio : vendem-se obras na Bélgica, na Grã-Bretanha e nos Estados Unidos; obras adquiridas pelo chá da Persia,  pela família real belga e pela británica; viagem de estudo na Escócia  pedido pela reina Victória, mas a morte repentina de Alberto, príncipe consorte, anulou infelizmente (Dezembro 1861); recepção como cavaleiro da Ordem de Leopoldo (1869).
A sua pintura, construída segundo fórmulas indefinidamente repetidas e cada ano mais gastas, acaba por cansar os críticos de arte : Quantas vezes as críticas da imprensa fizeram observações sobre o parti pris da sua obra. M. Roffiaen não se importou com o que diziam, continuou a acumular as paisagens de Berlgica, Escocia, Suiça, Alemanha, Italia, pintando sem parar, com o mesmo estilo, apresentando o mesmo céu, as mesmas árvores, os mesmos rochedos, sem preocupar-se das latitudes, para o gosto de um público especial que compra aquilo tudo e paga bem. Deixai M. Roffiaen tranquilo, gente da imprensa, pinta como lho encomendam, e sabe muito bem porquê. (G.H., L’Organe de Namur et de la Province, 1874).
Repetidas vezes, um crítico como Gustave Lagye faz questão de sublinhar as qualidades de uma arte cuja delicadeza extrema no acabado o confronta com a representação quasi fotográfica do pormenor. Discordando do Senhor Roffiaen  no seu modo de pintar, seco e miudo, tenho de admirá-lo pela sua fantástica habildade e sobretudo pela arte exquisita que consegue pintando panoramas grandiosos em espaços estreitíssimos ciselando qualquer acidente com um escrúpulo de miniaturista. Será possível que os aficionados de grande pintura gostem mais de estudos imensos elaborados num día de febre e inspiração, mas o turista preferirá sempre as fotografías picturais finas e completas onde M. Roffiaen lhes permite encontrar todos os sítios que admirou e representou ao pormenor  com um olho entusiásta e curioso. As bermas da Meuse, em Wauslort; o Marais de Genck, ao atardecer; a Vue no Oberland Bernois, estão tratados ao estilo gótico, acrescido de perspectiva e elegancia. M. Roffiaen é uma figura a parte no movimento artístico belga e é preciso dar-lhe o valor que lhe é devido. (La Fédération artistique, 1877).
A execução de alguns animais ou pequenas personagens que compõem as suas telas foi para outros mais expertos na materia, como é costume no meio artístico tradicional : Adolphe Dillens (1821-1877), Théodore Gérard (1829-1902), Louis Robbe (1806-1887), Paul Van der Vin (1823-1877), François Van Leemputten (1850-1914), Eugène Verboeckhoven (1799-1881) ou ainda les frères Edward (1819-1897) e Constant Woutermaetens.

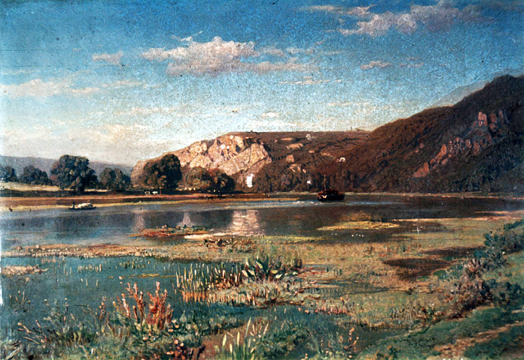
François Roffiaen, Waulsort (1876)

François Roffiaen foi conhecido também na área das ciencias naturais iniciado por Joseph Colbeau (1823-1881) durante a sua juventude. Crianças, os dois amigos gostam de multiplicar as observações no terreno da pequena propriedade que os pais Colbeau têm às portas de Namur. Adultos, viajam os dois até a Suiça (1852) de onde trazem nomeadamente uma colecção de insectos, burbuletas e moluscos. Em janeiro 1863, a paixão comum por este último grupo de seres vivos os levam a criar, com Firmin de Malzine, Egide Fologne, Henri Lambotte, Alexandre Seghers e Joseph Weyers, uma Sociedade malacológica de Belgica nos Anais onde Roffiaen escreve vários textos : Notas conchiológicas (tradução francesa de um artigo em italiano do Dr Senoner; t.1); Moluscos terrestres e fluviatis encontrados em Suiça e Ensaios para obter os Helix scalariformos (t.3); Conchas encontradas em Hastière e em Chimay (t.6); Moluscos observados no vale da Ourthe (t.8); Moluscos encontrados no Grão-Ducado do Luxemburgo(t.9); Moluscos encontrados em Gante; Moluscos encontrados em Waulsort (t.10); Moluscos encontrados nos arredores de Gand (t.11); Notas sobre moluscos encontrados em Waulsort (t.12); Jules Colbeau e a Sociedade real malacológica de Belgica (t.16); Relatorio sobre a assembleia geral de 1º de Julho de 1882 (t.17). Proprietário de uma notável colecção de moluscos, zela pelo crescimento e pela boa apresentação das coleções da Sociedade malacológica, inventa uma serie de instrumentos para extrair os animais da casca e constroi um cochlearium, especie de vivarium para observação e criação de moluscos. Prova do lugar que ocupa no pequeno mundo do seu tempo, dois animais – um vivo e um fóssil – recebem o seu nome : o Planorbis Roffiaeni e Cyprina Roffiaeni.
Uns meses depois da sua morte, as autoridades comunais dão também o nome de François Roffiaen a uma rua de Ixelles. Em 1907, uma nota é-lhe dedicada na Biografia nacional editada pela Academia real de Bélgica. Madeleine Ley (1901-1981), sua tri-sobrinha (Prémio Rossel 1940), fala brevemente da sua imagem na novela Olivia (Gallimard, 1936; reedição Labor, 1986). Mas a personagem caiu no esquecimento. Durante a primeira metade do século vinte, o seu nome é raramente citado, ou em poucas frases, com um tom irónico, como se o facto de falar nele fosse afastar de uma arte mais viva, mais pessoal, mais “sincera”, mais credible, numa palavra, mais …”moderna” que a sua, como se o assunto não apresentasse duvida alguma. Desde os anos 1960-70, com um repentino interesse para a arte dos “mestres pequenos” do século dezanove, para os quais só resta um banco depois da poltrona oficial que muitos ocuparam nos momentos do academismo triunfante onde alguns intentam voltar dado que o gosto obedece a um vaivém perpétuo (Gérald Schurr, 1979), a obra de Roffiaen está em vias de rehabilitação. Uma primeira exposição foi-lhe dedicada no Musée comunal de Ypres de 5 de Dezembro de 1998 a 4 de Abril de 1999.